# 演奏学科
演奏学科（えんそうがっか）は、大学の学科のひとつで主に音楽大学や芸術大学、国立大学の教員養成課程に属するか、または短大の延長としての専攻科などに演奏部門として演奏家の養成も行う学科の一つ。一般的には音楽科に属する学科である。
音楽大学の器楽学科と違うのはそれを更に各楽器の専攻として分かれているのではなく、規模が小さいので声楽などもひとまとめにして「学科」と称している。なお先生は各楽器に分かれているが、カウンター・テナーやコントラファゴットなどの珍しい楽器などの専門家はほとんど置いていない。